# Kino „Luna”
Kino „Luna” – dwusalowe kino w Warszawie, znajdujące się przy ulicy Marszałkowskiej 28.

## Historia
Kino powstało w budynku stanowiącym część osiedla mieszkaniowego Latawiec, wybudowanego w latach 1953–1957. Jego głównym architektem była Eleonora Sekrecka. Za projekt wnętrza kina odpowiedzialny był Bohdan Jezierski.
W „Lunie” znajdują się dwie sale kinowe. Według początkowych założeń mieściły one łącznie 780 widzów. W latach 70. liczba miejsc wynosiła 736. Według stanu z 2022 roku było to odpowiednio 266 i 329 miejsc, łącznie 595. Kino zostało wbudowane w budynek mieszkalny, w związku z tym sale kinowe są obniżone w stosunku do wejścia i połączone z poczekalnią schodami. Wyjścia znajdują się od strony ulicy Stefanii Sempołowskiej. Nazwa kina nawiązuje do radzieckiego programu kosmicznego Łuna.
Kino zostało otwarte 22 lipca 1962, w dzień Narodowego Święta Odrodzenia Polski. Tygodnik „Stolica” informował, że podczas pierwszego seansu w tym dniu widzowie oglądali angielski film Miłość i gniew. Przy wejściu do kina znajdował się neon. W tym czasie sale kinowe miały różniący się wystrój: jedna charakteryzowała się kolorystyką szaroniebieską, druga pomarańczową.
Kino organizowało i brało udział w wielu wydarzeniach i festiwalach m.in. festiwal filmów rosyjskich „Sputnik nad Polską” oraz festiwal filmów dokumentalnych Millennium Docs Against Gravity. W 2014 roku „Luna” uzyskała tytuł „Kino roku” w plebiscycie Warszawiaki. Otrzymała także laur najbardziej pozytywnego kina w Warszawie przyznanego przez „Gazetę Wyborczą” i Clear Channel. Była członkiem Europa Cinemas oraz Sieci Kin Studyjnych i Lokalnych.
Najemcą nieruchomości i zarządcą kina od w latach 2014−2024 była spółka Projekt Kino; wcześniej były to m.in. spółka Zbigniewa Żmigrodzkiego, SPI International Polska i Instytucja Filmowa Max-Film. Pomimo wygrania przetargu na zarządzanie kinem na koleje 5 lat, spółka odstąpiła od podpisania umowy tłumacząc to jej niekorzystnymi zapisami, a kolejny przetarg z powodu braku ofert został we wrześniu 2024 unieważniony. Od marca 2025 roku kino prowadzi Mazowiecki Instytut Kultury.

## Budynek
Budynek mieszkalny, w którym mieści się kino, został wpisany do rejestru zabytków nieruchomych województwa mazowieckiego w 2015 roku wraz z całością Marszałkowskiej Dzielnicy Mieszkaniowej (nr decyzji 340/2015 z 27 kwietnia 2015, numer rejestru A−1377 z 13 marca 2017). W gminnej ewidencji zabytków znajdował się indywidualnie od 2012 roku.
Budynek ma 5–6 kondygnacji. Charakterystycznym jego elementem jest wieżyczka znajdująca się w narożniku od strony alei Armii Ludowej. Wybudowany jest w stylu architektonicznym zbliżonym do innych budynków Marszałkowskiej Dzielnicy Mieszkaniowej.